# Polykleitos mladší

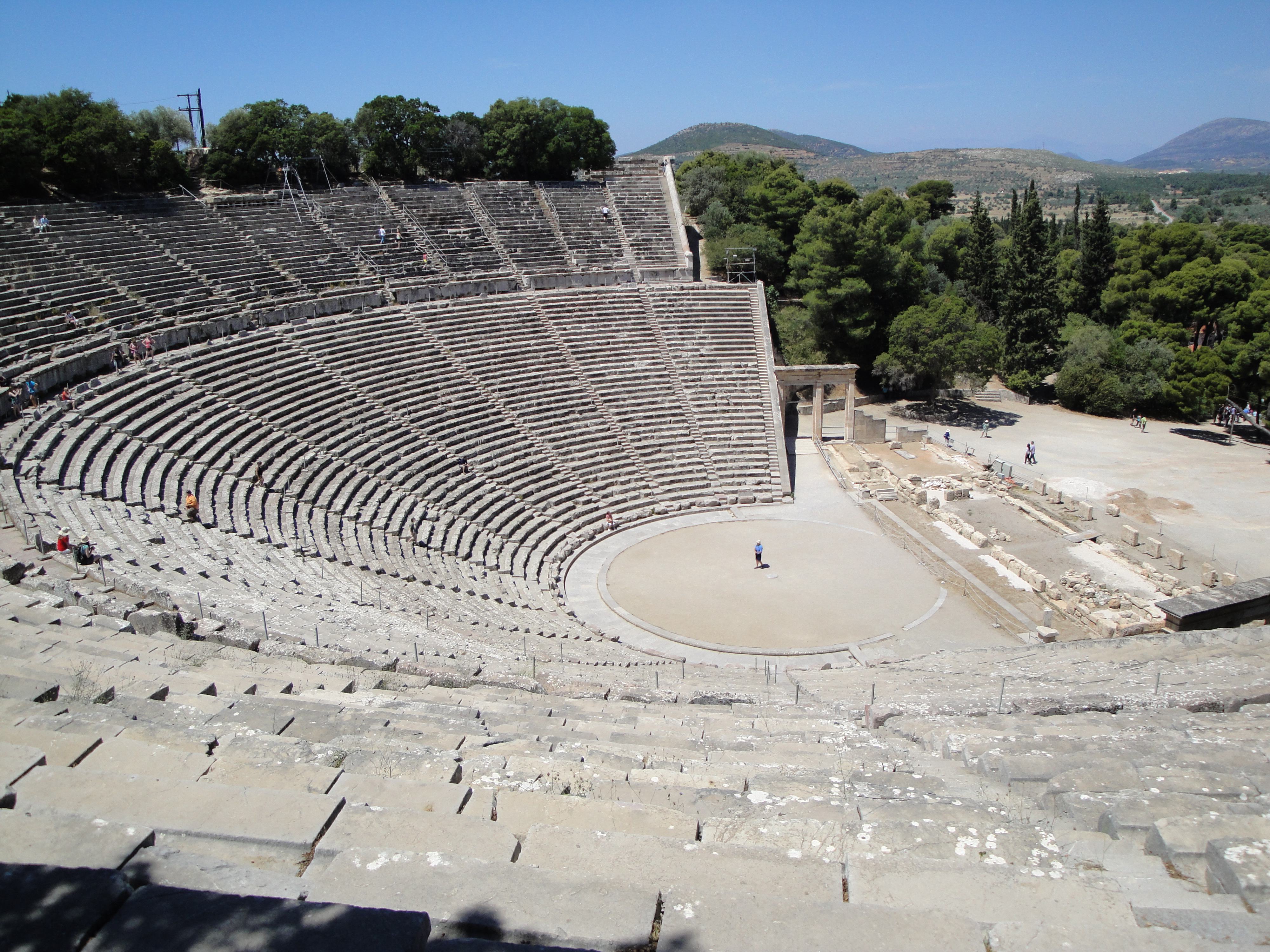
Divadlo v Epidauru

Polykleitos mladší byl starořecký sochař a architekt ve 4. století před naším letopočtem. Byl známý jako sochařský mistr, ale proslavil se hlavně jako stavitel divadla v Epidauru, které je dokonalé harmonií svých rozměrů.

## Biografie
O Polykleitovi mladším je známo jen to, že byl pravděpodobně vnukem Polykleita, slavného sochaře z Argu, působícího v 5. stol. př. n. l. Podobně jako Polykleitos z Argu tvořil především sochařská díla atletů, ale v této tvorbě zůstal ve stínu svého významného předka. Proslavil se hlavně jako architekt.
Ze sochařské tvorby Polykleita mladšího se nic nedochovalo. K jeho sochařským dílům je možné zařadit sochy atletů ze 4. stol. před Kr., které mu připisuje starověký autor Pausanias. Byly to sochy olympijských vítězů Antipatra z Milétu, vítěze v boxu dorostenců v roce 388 př. n. l., Thersilocha z Korkyra, vítěze v boxu dorostenců v roce 372 př. n. l. a Agénora z Théb, vítěze v zápase dorostenců v roce 360 př. n. l..
Ovšem vrcholem Polykleitova díla je bezpochyby divadlo v Epidauru, jedno z nejslavnějších řeckých divadel. Jeho tvůrce proslavilo zejména dokonalé architektonické řešení a výborná akustika. Svou architektonickou krásou nadchlo i cestovatele Pausania, který o něm napsal: "V posvátném okrsku mají divadlo, které si podle mého úsudku nejvíce zasluhuje pozornosti. Římská divadla sice překonají všechny ostatní teatrální vybaveností, velikostí pak to arkadské v Megalopolis. Který však stavitel by měl odvahu soutěžit s Polykleitem, pokud jde o soulad a krásu? Polykleitos byl totiž ten, kdo vytvořil jak toto divadlo, tak i kulatou budovu Tholos." Polykleitovu stavbu zvanou Tholos postavili v letech 360-330 př. n. l. A pro svou uměleckou výzdobu ji pokládali za jednu z nejkrásnějších řeckých staveb. Účel této stavby není zatím jasný.
Divadlo v Epidauru považovali v době vlády římského císaře Hadriána za nejkrásnější na světě. V případě divadla v Epidauru se nedá mluvit jen o troskách či zbytcích, neboť po rekonstrukci levého křídla se v něm dodnes konají představení. Má tvar kamenné podkovy a leží na jihovýchodním zalesněném svahu u Epidauru. Jako i v minulosti tak i dnes se do něj vejde 14 000 diváků. Polykleitos v něm dosáhl takovou akustiku, že škrtnutí zápalky na jevišti je slyšet i v nejvyšším padesátém pátém řadě.